# Max von Pauer

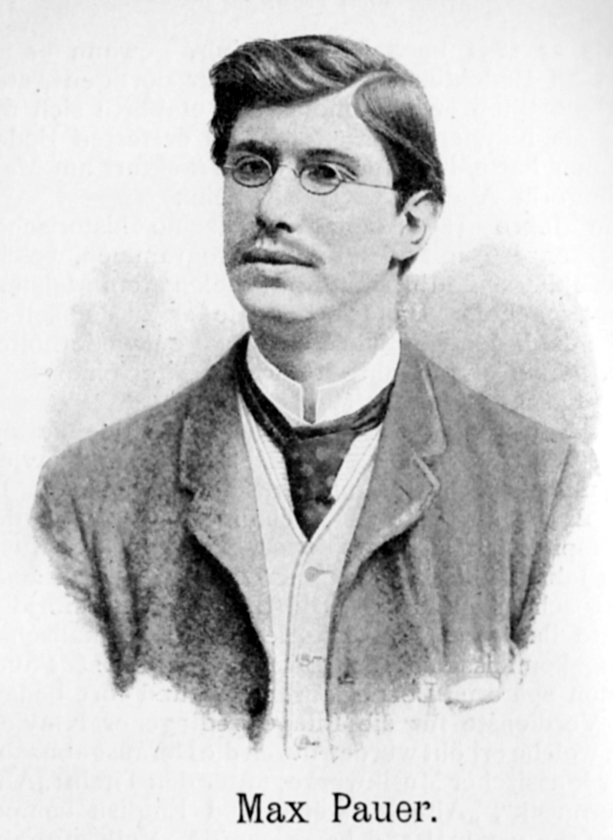
Max von Pauer.

Max von Pauer, född 31 oktober 1866, död 12 maj 1945, var en tysk pianist, son till Ernst Pauer.
Pauer var 1887-1889 lärare vid konservatoriet i Köln, därefter lärare och senare direktör vid konservatoriet i Stuttgart. Åren 1924-1932 var Pauer direktör för konservatoriet i Leipzig, och från 1933 ledare för högskolan i musik i Mannheim.